# Agios Theodoros Tilliria
Agios Theodoros Tilliria (griechisch Αγίος Θεοδώρος Τηλλυρίας, türkisch Bozdağ) ist eine verlassene Gemeinde im Bezirk Nikosia in der Republik Zypern. Bei der Volkszählung im Jahr 2021 hatte sie keine Einwohner.

## Name
Der Name Agios Theodoros bedeutet auf Griechisch „Heiliger Theodor“. Während der britischen Kolonialzeit wurde das Dorf ausschließlich von Zyperntürken bewohnt, die 1959 den alternativen türkischen Namen Bozdağ einführten, was wörtlich „dunfarbenes Gebirge“ bedeutet.

## Lage und Umgebung

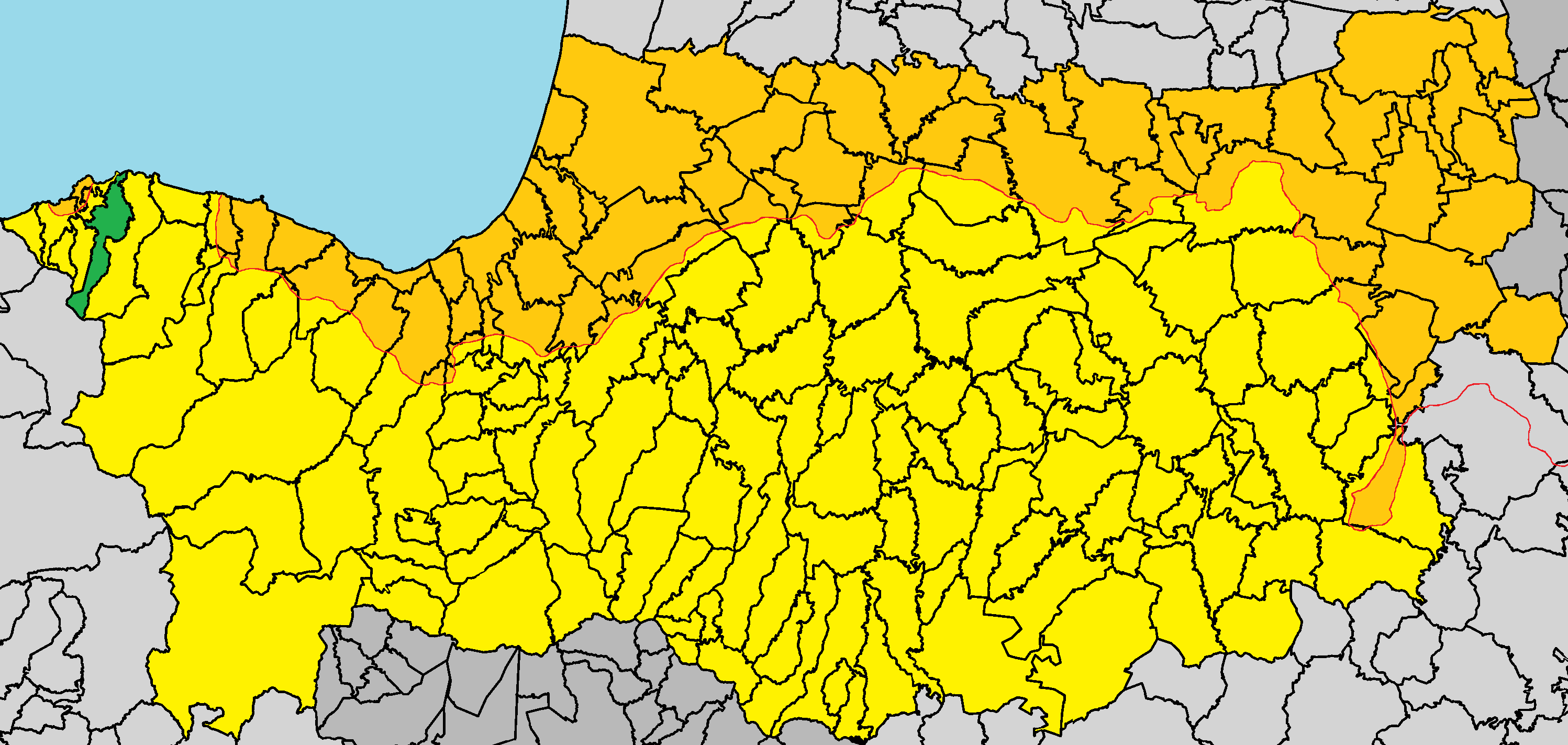
Lage im Bezirk Nikosia

Agios Theodoros Tilliria liegt auf der Tillyria-Halbinsel im Nordwesten der Mittelmeerinsel Zypern auf einer Höhe von etwa 60 Metern, etwa 85 Kilometer westlich von Nikosia, 126 Kilometer von Larnaka, 120 Kilometer von Limassol und 60 Kilometer nordöstlich von Paphos entfernt. Das 10,207 Quadratkilometer große Dorf grenzt im Osten an Pigenia, im Süden an Livadi und im Westen an Selladi tou Appi, Mosfileri und Mansoura. Das Verwaltungsgebiet liegt im Norden am Mittelmeer. Das Dorf kann über einen Abzweig der Straße F740 und F742 erreicht werden.
Die durchschnittliche jährliche Niederschlagsmenge beträgt etwa 500 Millimeter. Neben einigen Getreidesorten werden in der Gegend auch Oliven und Johannisbrot angebaut. Aus geologischer Sicht wird das Verwaltungsgebiet des Dorfes von den Laven und Diabasen des Troodos-Ophiolit-Komplexes dominiert. Auf diesen Gesteinen entwickelten sich Braun- und Kieselböden.

## Geschichte
Agios Theodoros Tilliria ist ein Dorf, das bereits in byzantinischer Zeit gegründet worden sein dürfte. Es erscheint auf alten Karten unter dem Namen S. Todoro. Der zyprische Historiker Florios Voustronios erwähnt im 16. Jahrhundert ein Dorf mit diesem Namen als Lehen König Jakobs II. von Zypern, der es um 1460 zusammen mit neun weiteren Dörfern dem Adligen Pietro d’Avila übergab. Es ist nicht eindeutig belegt, ob es sich dabei um Agios Theodoros Tilliria handelte, jedoch gehört es zu den Dörfern, deren Existenz im Mittelalter sicher dokumentiert ist.
Während der osmanischen Zeit wurde Agios Theodoros Tilliria schrittweise ein rein türkisch-zyprisches Dorf. Infolge der interkommunalen Konflikte der 1960er-Jahre wurde das Dorf im August 1964 während der Kämpfe in der Tillyria-Region bombardiert, unter anderem von der türkischen Luftwaffe, was zu zahlreichen zivilen Opfern führte.
Im Zuge dieser Kämpfe wurde Agios Theodoros vollständig evakuiert. Die UN-Friedenstruppen (UNFICYP) evakuierten die gesamte türkisch-zyprische Bevölkerung, die sich zunächst in den Enklaven Erenköy/Kokkina und Limnitis/Yeşilırmak niederließ. 1976 erfolgte eine weitere Umsiedlung in den türkisch kontrollierten Norden Zyperns, insbesondere in das Dorf Yialousa/Yeni Erenköy auf der Halbinsel Karpas. Einige frühere Bewohner siedelten sich in Nikosia an oder verblieben in Limnitis.

### Bevölkerungsentwicklung
Die demografische Entwicklung von Agios Theodoros Tilliria zeigt erhebliche Schwankungen im Verlauf der Jahrzehnte. Bis zur Mitte des 20. Jahrhunderts war das Dorf ausschließlich von Zyperntürken bewohnt. Nach der vollständigen Evakuierung 1964 war es jahrzehntelang unbewohnt. Im Jahr 2001 wurden wieder 27 Einwohner gezählt. Seit 2011 ist das Dorf laut offizieller Statistik erneut unbewohnt.
Die folgende Tabelle zeigt die Bevölkerung des Dorfes, wie sie in den in Zypern durchgeführten Volkszählungen erfasst wurde.
| Jahr      | 1881 | 1891 | 1901 | 1911 | 1921 | 1931 | 1946 | 1960 | 1976 | 1982 | 1992 | 2001 | 2011 | 2021 |
| Einwohner | 304  | 162  | 212  | 198  | 209  | 193  | 205  | 232  | 0    | 0    | 0    | 27   | 0    | 0    |